# Eupatriden
-Eupatriden (Oudgrieks: Εὐπατρίδαι / Eupatrídai; "goed-geborenen" of "goed voor het vaderland") was de naam die aan de Attische geboorteadel werd gegeven,  die met bijzondere rechten was bekleed. Deze privileges gingen verloren naarmate de democratie zich in de Attische wetgeving doorzette. Hierdoor steunde de macht van de Eupatriden uiteindelijk meer op hun bezit en rijkdommen, dan op hun stand of afkomst.
Met de collectieve benaming Eupatridai werden allereerst Atheense aristocraten benoemd. De term verwijst niet alleen naar de levensstijl, het optreden en de economische mogelijkheden van de edelen, maar weerspiegelt ook de afkomst van dezen. De adellijke families waren patrilineair opgebouwd en vormden geen grote clans.
De rol van de Eupatridai in de archaïsche periode blijft onduidelijk, de oudste vermelding van de term gaat terug tot het derde kwart van de 6e eeuw v.Chr. op een grafsteen uit Eretria. Andere vermeldingen, die naar archaïsche tijden verwijzen, zijn latere constructies. Het is echter mogelijk dat bepaalde voorrechten, bijvoorbeeld in de samenstelling van de Areopaag, voorhanden waren.
Het is ook bekend dat de Eupatridai in de strijd tegen de tyrannis van Hipparchus, vooral bij de moordpoging op hem, waren betrokken. Er is ook gesuggereerd dat de naam "Eupatridai" moet worden gezien als benaming voor een groep aristocraten, die zich tegen de Pisistratiden verzette en dus moet worden geïnterpreteerd als "goed voor het vaderland". De enige bekende vermelding van het antoniem kakopatridai (κακοπατρίδαι) is in een gedicht van Alkaios, waarin deze de tiran Pittakos van Mytilene en zijn partizanen aanvalt. De individuen die zich in de 5e eeuw v.Chr., toen de democratie opkwam in Athene, "Eupatriden" noemden (of aanspraak maken op deze titel), stammen blijkbaar allen af van personen die zich hadden onderscheiden in de strijd tegen Pisistratos en zijn nakomelingen.
Sinds de klassieke periode waren de voorrechten van de Eupatridai slechts van symbolische aard, zoals fylenkonig of toegang tot bepaalde priesterambten. Buiten Athene werd de term vaak als synoniem voor adel gebruikt, vaak als een equivalent voor de Latijnse term patricius van de Romeinen.
In Athene was er ook een adellijke familie met de naam Eupatridai.